# Кузяєво (присілок, Дмитровський міський округ)
Кузя́єво (рос. Кузяево) — присілок у складі Дмитровського міського округу Московської області, Росія.

## Населення
Населення — 29 осіб (2010; 32 у 2002).
Національний склад (станом на 2002 рік):
- росіяни — 91 %